# Eisbär (Lied)
Eisbär ist ein Lied der Schweizer Band Grauzone, das zuerst auf dem Kompilationsalbum Swiss Wave – The Album (1980) und dann, in einer rund 30 Sekunden kürzeren Version, als Single (1981) veröffentlicht wurde. Das Lied wird der Neuen Deutschen Welle zugerechnet. Musik und Text stammen von Martin Eicher, dem Sänger und Gitarristen der Formation. Produziert wurde das Lied von Urs Steiger und Grauzone. In Deutschland platzierte sich das Lied auf Platz 12 der Single-Charts.
Grauzone nahm im Jahr 1982 eine englischsprachige Version Polar Bear auf, welche erstmals 2010 auf der Doppel-CD Grauzone 1980–1982 Remastered (mital-U) veröffentlicht wurde.

## Coverversionen
Als der erfolgreichste Song von Grauzone wurde Eisbär von diversen Bands gecovert:
- 1990 erschien eine Interpretation von Polar Pop feat. MC Grzimek mit ihrer EP Eisbär.
  - In ihr waren allgemeine Erklärungen zum Eisbär aus einer Dokumentation, gesprochen von Bernhard Grzimek.
  - Wegen unklarer Rechte und Einwänden der Erben Grzimeks war der Vertrieb der CD zeitweise verboten.
- 1996 brachte Scholle (ohne Schwester C.) eine Dance-Version auf dem Sampler NDD – Neuer Deutscher Dancefloor Stufe 3 unter.[4]
- 1997 coverte ihn GrooveZone mit verschiedenen Dance-Mixes auf ihrer EP Eisbaer.[5]
- 2002 wurde der Song von der österreichischen Neue-Deutsche-Härte-Band Stahlhammer auf ihrem Album Eisenherz gecovert.[6]
- 2003 interpretierte Knorkator feat. Holger Klein den Song auf ihrem Album 10 Jahre Fritz – Die CD neu.[7]
- 2004 hatten Oomph! ihre Version auf der Special Edition und Enhanced Special Edition von Wahrheit oder Pflicht.[8]
- Ab 2004 haben auch The Dresden Dolls diesen Song wiederholt live gecovert.[9][10]
- 2006 brachte die französische Band Nouvelle Vague ihre Version des Songs als Single[11] und als Bonus Track auf ihrem Album Bande à part heraus.[12]
- 2013 coverten die Franzosen Rodolphe Burger & Olivier Cadiot das Lied auf dem gemeinsamen Album Pyschopharmaka.[13]
- 2017 veröffentlichte die Band Eisbrecher mit ihrem Album „Sturmfahrt“ ein Cover des Liedes.[14]
- 2018 veröffentlichten Prada Meinhoff ein Cover auf ihrem ersten gleichnamigen Album „Prada Meinhoff“.[15]
- 2022 veröffentlichte das Berliner Duo Brutalismus 3000 mit der Single 3ISBÄR eine Techno-Version mit einem leicht abgeänderten inversen Liedtext, welcher parodisch die Auswirkungen der globalen Erwärmung auf Eisbären andeutet.[16]